# 프로즌 (1998년 영화)
프로즌(Sometimes They Come Back... for More)은 미국에서 제작된 다니엘 젤릭 버크 감독의 1998년 공포 영화이다. 데미안 샤파 등이 주연으로 출연하였다.

## 출연

### 주연
- 데미안 샤파
- 페이스 포드

### 조연
- 체이스 매스터슨
- 맥 페리치
- 클레이턴 로너

## 제작진
- Line PD: 데보라 앤 헨더슨
- 미술: 트래 킹
- 의상: 보니 스타우치
- 배역: 벳시 펠스